# Iglesia de los Santos Mártires (Marrakech)
La Iglesia de los Santos Mártires es un edificio religioso católico localizado en la ciudad de Marrakech en el país africano de Marruecos, específicamente el distrito de Gueliz.
La Iglesia de los Santos Mártires se construyó en 1928 y se inauguró oficialmente en 1929, en el distrito de Gueliz, en el centro de la ciudad. Está situada en frente de la mezquita de Gueliz.
La iglesia al fondo de un vasto patio y en frente de su entrada hay un puesto de control policial.

## Véase también

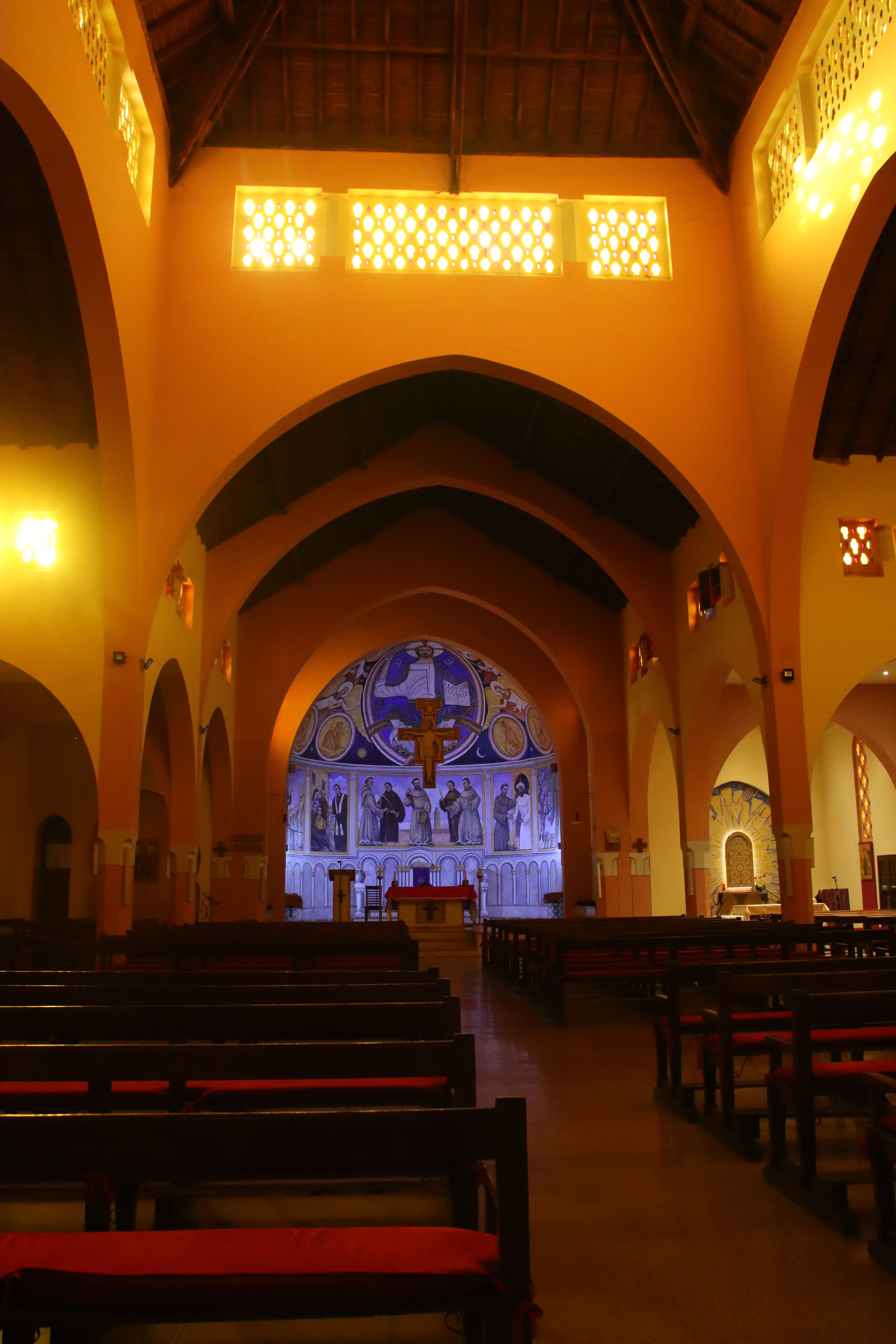
Vista interior